# Фатьма Хатун
 Фатьма Султан (тур. Fatma Sultan; бл. 1590 — 1657) — друга дружина османського султана Ахмеда I.

## Біографія
Фатьма Ферахшад виросла в Стамбулі і була вихована своїм дядьком Халіл Пашею, який жив у палаці в районі в районі Куручешме. Халіл Паша був одружений з тіткою Султана Ахмеда I — Фатьмою Султан. Ахмед звернув увагу на Фатьму Ферахшад, коли гостював у палаці своєї тітки Фатьми Султан. Незабаром в тому ж палаці був укладений нікях Султана Ахмеда і Фатьми Ферахшад. У придане нареченої було виділено 30 000 золотих. Згідно з указом Падишаха Фатьма Султан відтепер була другою Хасекі. Брати Фатьми Султан отримали посади при дворі. Однак за часів Мустафи I вони були вигнані з Стамбула.

## Діти
Сини:
- Шехзаде Хасан (25 листопада 1612 — 1615)

Доньки :
- Абіде Султан — у двадцять чотири роки була видана заміж за Мусу-пашу.

## Смерть
Фатьма Султан померла в 1657р.